# フーディーニ (アルバム)
『フーディーニ』（Houdini）は、メルヴィンズが1993年に発表した5作目のスタジオ・アルバム。アトランティック・レコード移籍第1弾アルバムで、バンドのメジャー・デビュー作に当たる。

## 背景
ジョー・プレストン（ベース）の脱退に伴い、バンドはプレストンの前任ベーシストであるロリ・ブラック（ロラックス）を呼び戻したが、実際には大半の曲でキング・バズがベースを弾いたという。また、「ゴーイン・ブラインド」ではビル・バーテルが、「ハグ・ミー」と「ティート」ではビリー・アンダーソンがベースを弾いている。
カート・コバーンが「スカイ・パップ」のギターと「スプレッド・イーグル・ビーグル」のパーカッションで参加しており、アトランティックの要望により共同プロデューサーとしてもクレジットされたが、実際にはコバーンの名義貸しと言える状況で、サウンド・プロデュースに大きな貢献は果たさなかったという。
「ナイト・ゴート」は、インディーズのアンフェタミン・レプタイル・レコードから1992年にリリースされたシングルA面曲で、本作には別ヴァージョンが収録された。「ゴーイン・ブラインド」は、キッスが1974年のアルバム『地獄のさけび』で発表した曲のカヴァー。

## 反響・評価
バンドの母国アメリカでは、総合アルバム・チャートのBillboard 200入りは果たせなかったが、『ビルボード』のトップ・ヒートシーカーズでは29位を記録した。パトリック・ケネディはオールミュージックにおいて5点満点中4.5点を付け「バンドの前時代的なパワー、ヴィジョン、音楽的な奇妙さを鮮やかに切り取っている」と評している。

## 収録曲
特記なき楽曲はメルヴィンズ作。
1. フーチ - "Hooch" - 2:51
2. ナイト・ゴート - "Night Goat" - 4:41
3. リジィ - "Lizzy" - 4:43
4. ゴーイン・ブラインド - "Going Blind" (Gene Simmons, Stephen Coronel) - 4:32
5. ハニー・バケット - "Honey Bucket" - 3:01
6. ハグ・ミー - "Hag Me" - 7:06
7. セット・ミー・ストレイト - "Set Me Straight" - 2:25
8. スカイ・パップ - "Sky Pup" - 3:50
9. ジャンヌ・ダルク - "Joan of Arc" - 3:36
10. ティート - "Teet" - 2:51
11. コパッチ - "Copache" - 2:07
12. パール・ボム - "Pearl Bomb" - 2:45
13. スプレッド・イーグル・ビーグル - "Spread Eagle Beagle" - 10:13

## 参加ミュージシャン
- キング・バズ - ボーカル、ギター、ベース
- ロリ・ブラック - ベース
- デイル・クローヴァー - ドラムス、ボーカル

アディショナル・ミュージシャン
- カート・コバーン - ギター、パーカッション
- ビル・バーテル - ベース
- ビリー・アンダーソン - ベース
- アル・スミス - パーカッション
- マイク・サプル - パーカッション